# كويتشي هاشيموتو
كويتشي هاشيموتو (橋本晃一 هاشيموتو كويتشي) (إسمه الحقيقي يويتشي ميتسوهاشي (三橋洋一 ميتسوهاشي يويتشي)) هو ممثل ياباني ولد في 12 يناير 1953 في محافظة تشيبا.

## أدواره في الأنمي

### مسلسلات أنمي تلفزيونية
- ون بيس - كابتن كورو
- سينت سيا - سيغنوس هيوغا
- المقاتل المتنقل جي جاندام - وونج يونفات
- روروني كينشين - كانيكورا
- تيلز أوف إيتيرنيا ذي أنيميشن - تاستيك فولكانو
- سايلنت موبيوس - روبرت دي فايس

### أوفا أنمي
- سينت سيا فصل هادس: المعابد الإثنا عشر - سيغنوس هيوغا
- البدلة المتنقلة جاندام 0083 ستاردست ميموري - بيكوك
- دراغون فيست - ناوكي كاسين

### أفلام أنمي
- سينت سيا - سيغنوس هيوغا
- سينت سيا: الحرب الدامية - سيغنوس هيوغا
- سينت سيا: أسطورة الشباب القرمزي - سيغنوس هيوغا
- سينت سيا: محاربو الحرب الأخيرة - سيغنوس هيوغا
- سينت سيا فصل النعيم: الإفتتاحية - سيغنوس هيوغا

## أدواره في ألعاب الفيديو
- سينت سيا: ذا سانكتشواري - سيغنوس هيوغا

## أدواره في الدبلجة اليابانية
- مغامرات سونيك القنفذ - دكتور روبوتنيك

## وصلات خارجية
- كويتشي هاشيموتو على موقع IMDb (الإنجليزية)
- كويتشي هاشيموتو على موقع ألو سيني (الفرنسية)
- كويتشي هاشيموتو على موقع ميوزك برينز (الإنجليزية)
- كويتشي هاشيموتو على موقع قاعدة بيانات الفيلم (الإنجليزية)
- كويتشي هاشيموتو على موقع كينوبويسك (الروسية)
- كويتشي هاشيموتو على موقع ANN person (الإنجليزية)